# North Bay
North Bay [ˈnɔɹθˌbeɪ̯] ist eine Stadt in der Provinz Ontario (Region Nordost-Ontario), Kanada. North Bay verdankt seinen Namen seiner Position am Ufer des Lake Nipissing und ist die Hauptstadt des Nipissing Districtes. Die Gesamtfläche der Stadt beträgt 319,11 km².

## Geografie und Klima
North Bay befindet sich ca. 345 Kilometer nördlich von Toronto, Ontario. Die Stadt liegt auf dem Kanadischen Schild und besitzt daher eine andere Geografie als Südontario. Diese Lage bringt eine schroffere Landschaftsform des Umlands mit sich. North Bay liegt an den Wasserscheiden des Ottawaflusses und der Großen Seen. Im Stadtgebiet befinden sich Verzweigungen der Highways 11 und 17; North Bay ist dadurch ein Haupttransportweg für Nordontario.
Es ist die südlichste Haltestelle der Ontario Northland Railway. Durch den Jack-Garland-Flughafen hat North Bay einen Anschluss an den Luftverkehr.
Das Klima in North Bay ist typisch für den Norden Ontarios, nämlich generell trockener als das von Südontario durch die größere Entfernung zu den Großen Seen. Durch den eher kalten Lake Nipissing ist das Klima der Region im Vergleich kühler.
| Kategorie                          | Januar       | Juli          |
| ---------------------------------- | ------------ | ------------- |
| Durchschnittliche Höchsttemperatur | −8,1 °C      | 23,8 °C       |
| Durchschnittliche Tiefsttemperatur | −18,0 °C     | 13,2 °C       |
| Durchschnittlicher Sonnenschein    | 94,5 Stunden | 278,3 Stunden |
| Durchschnittlicher Niederschlag    | 59 cm Schnee | 97 mm Regen   |

## Wirtschaft und Infrastruktur

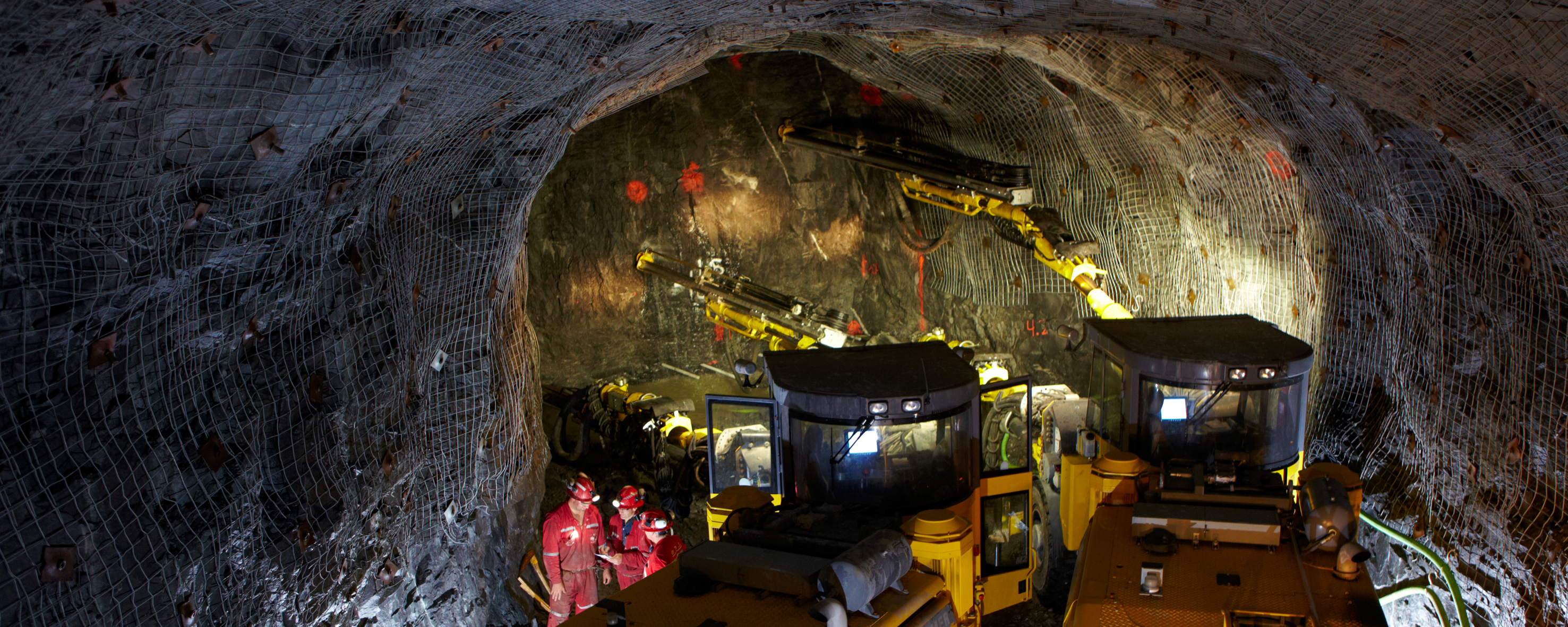
Tunnel- und Minenentwicklung von Redpath

North Bay ist wirtschaftlich breiter gefächert als viele andere Städte in Nordontario, obwohl ein großer Anteil der Arbeitsplätze der Stadt im öffentlichen Dienst der Sektoren Natur, Ausbildung und Politik liegen, welche die meisten Arbeitgeber der Stadt stellen. Die Dienstleistungsindustrie, der Tourismus und der Transport spielen auch eine bedeutende Rolle in der Wirtschaft der Stadt. In North Bay befinden sich drei Einkaufszentren, die North Bay und die umliegenden Gemeinden versorgen. Das Northgate Shopping Centre ist die größte Mall in der Stadt mit über 100 Einkaufsgeschäften, Restaurants und Cafe's und befindet sich auf der Fisher Street. Eine weitere Mall ist die North Bay Mall, die sich am Lakeshore Drive befindet.
Daneben ist North Bay Sitz des CFB North Bay (Wing 22), eines North-American-Aerospace-Defense-Command-Kontrollcenters, dessen Arbeit früher in einem tief im Erdboden liegenden Gebäude verrichtet wurde, ähnlich dem berühmten Cheyenne Mountain, jedoch in weit kleinerem Umfang. Im Oktober 2006 wurde der Standort von der Höhle in das Daniel L. Pitcher Building nahe dem Nordeingang der alten unterirdischen Anlage verlegt. Obwohl Wing 22 früher eine großangelegte Station war, beschäftigt es heute nur noch etwa 500 Menschen. North Bay ist auch Heimat des »The Algonquin Regiment, A Coy«, einer Reserve-Einheit der kanadischen Armee. Das B Coy ist in Timmins, Ontario stationiert.
Die Aton-Tochter J.S. Redpath Holding, ein Dienstleister im Minenbau mit über 4.600 Mitarbeitern, hat ihren Sitz in North Bay.
In den letzten Jahren hat North Bay als ein Zentrum von Kunst und Kultur in Ontario wegen seiner geschäftigen Kunstszene aus Malern, Musikern, Schauspielern und Schriftstellern an Bedeutung gewonnen. 2004 bezeichnete der Fernsehsender TV Ontario in seiner Sendung „Studio 2“ North Bay als eine der drei für die Kunst wichtigsten Städte Ontarios.

### Bildung
North Bay ist Sitz der Nipissing-University, gegründet 1992, und des Canadore-College, gegründet 1967. Ungefähr 7000 Vollzeitstudenten und mehr als 1000 Teilzeitstudenten sind in den zwei postsekundären Anstalten eingeschrieben, die einen gemeinsamen Campus im Westen der Stadt haben.

### Medien
In North Bay erscheinen zwei Zeitungen: die täglich erscheinende North Bay Nugget mit einer Auflage von über 11.000 und die wöchentlich erscheinende North Bay Nipissing News. Daneben befinden sich mehrere Hörfunk- und Fernsehsender in der Stadt:

#### Fernsehen
- 2 – CFGC-2, Global
- 4 – CBLT-4, CBC (eigentlich CHNB)
- 6 – CICA-6, TV Ontario
- 7 – CBLFT-1, SRC (siehe CBC)
- 10 – CKNY, CTV
- 32 – CHCH-6, CH

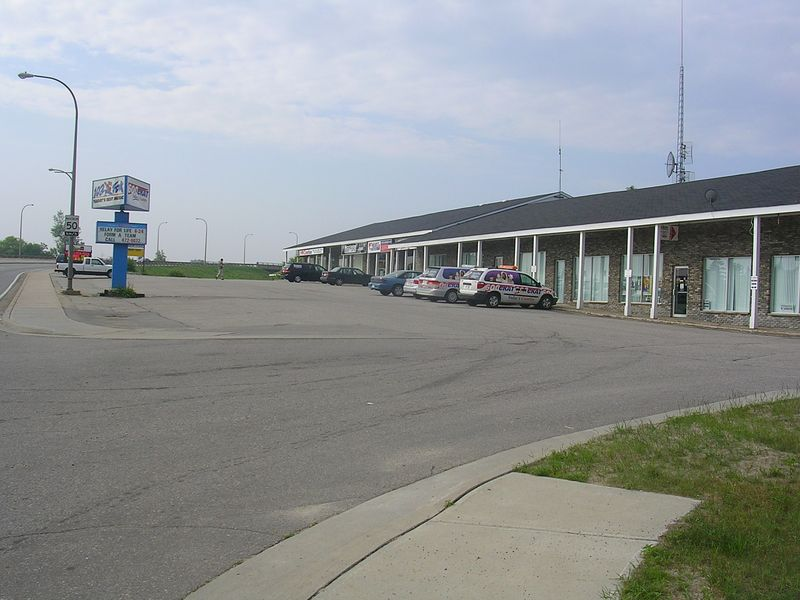
Drei von North Bays Radiostationen finden ihre Heimat hier: EZRock, The Fox und CKAT

- Kabel 12 – Cogeco Cable Community Channel

#### Radio
- 600 AM – CKAT, Country-Musik
- 92.5 FM – CHIM-1, Christliche Musik
- 95.1 FM – CBON-17, La Première Chaîne
- 96.1 FM – CBCN, CBC Radio One
- 100.5 FM – CHUR, EZRock Adult Contemporary
- 101.9 FM – CKFX, The Fox Active Rock
- 103.5 FM – Christliche Musik
- 104.9 FM – CKTR, Touristen Information
- 106.3 FM – CFXN, Moose FM Hot Adult Contemporary

## Entwicklung der Ufergegend

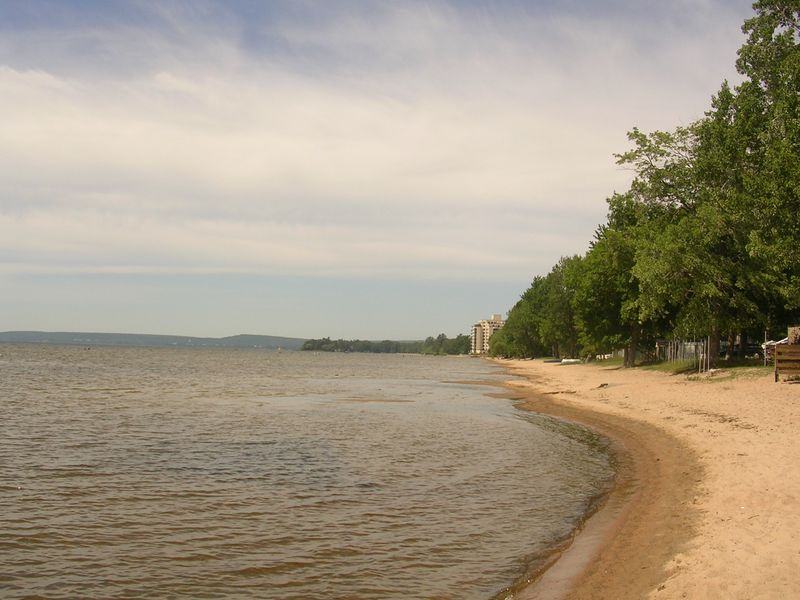
Ein Strand am Lake Nipissing in Ferris, einem Nachbarort von North Bay

Die Stadt hat umfassende Pläne für die Entwicklung der Ufergegend. In den 1980er Jahren wurde eine Promenade entlang des Lake Nipissing geschaffen, die eine Meile lang ist und an den Stadtkern angrenzt. Eine Miniatureisenbahn und zwei alte (von örtlichen Handwerkern geschaffene) Karusselle wurden angeschafft, die sowohl für Touristen als auch die Einheimischen eine Attraktion darstellen. Gegenwärtig wird ein früherer Bahnhof der Canadian Pacific Railway im neuen Gemeinschaftspark renoviert mit der Absicht, nach dessen Eröffnung die Ufergegend mit dem Stadtkern zu verbinden.

## Partnerstädte
- Kanada, Moncton

## Bekannte Personen
- Billy Coutu (1892–1978), Eishockeyspieler und -trainer
- Garnet Ault (1905–1993), Schwimmer
- Harvey Charters (1912–1995), Kanute und Olympiamedaillengewinner
- Kenneth Thomson, 2. Baron Thomson of Fleet (1923–2006), Geschäftsmann, Kunstsammler und Mäzen
- Gerald Bull (1928–1990), Artilleriewissenschaftler
- Lawrence Dewan (1932–2015), katholischer Theologe
- Giles Blunt (* 1952), Autor
- Bryan Maxwell (* 1955), Eishockeyspieler, -trainer und -funktionär
- Brent Tremblay (* 1957), Eishockeyspieler
- Scott Thompson (* 1959), Comedian
- Anthony Rota (* 1961), Politiker
- Pierre Charland (* 1962), Ordensgeistlicher, Bischof von Baie-Comeau
- Randy Edmonds (* 1963), Eishockeyspieler und -trainer
- Terrence J. O’Shaughnessy (* um 1964), General der United States Air Force
- Kate Pace (* 1969), Skirennläuferin; Abfahrt-Weltmeisterin
- Lance Storm (* 1969), Wrestler
- Ray Giroux (* 1976), Eishockeyspieler
- Richard Rochefort (* 1977), Eishockeyspieler
- Aaron Lumley (* 1981), Improvisationsmusiker
- Cory Marks (* 1989), Rock- und Countrysänger
- Robert Shaw (* 1989), Rollstuhltennisspieler